# Adolf Matějů
Plukovník Adolf Matějů (31. ledna 1893 Ubušín – 21. června 1942 Brno) byl český legionář. Po návratu z legií působil v Československé armádě. Stal se velitelem praporu Stráže obrany státu ve Znojmě. Po mnichovské dohodě odešel do Brna. Za činnost v odbojové organizaci Obrana národa byl v roce 1941 zatčen gestapem a popraven.

## Životopis

### Mládí
Narodil se v Ubušíně na Českomoravské vysočině v okrese Nové Město na Moravě. Tehdejší název obce byl Hrubý nebo Velký Ubušín (Gross Ubuschin). Dnes je to část městyse Jimramova. Vyrůstal v rolnické rodině Adolfa a Vincencie Matějů s třemi mladšími sourozenci. Vystudoval učitelský ústav v Poličce. Vyučoval na školách v okolí Nového Města a Uherského Hradiště.

### První světová válka
V rakousko-uherské armádě absolvoval základní vojenskou službu v trvání 1 roku a stal se  tzv. „jednoročním dobrovolníkem“ (Einjährig-Freiwilliger). Po vypuknutí první světové války byl odvelen na východní frontu. Získal hodnost titulárního desátníka (Titular Korporal). Dne 10. března 1915 padl do zajetí. v Jekatěrinoslavské oblasti (dnes Dněpropetrovsk)

### Čs. legie v Rusku
Do Československých legií (původně Revolučních dobrovolných vojsk) v Rusku vstoupil 16. listopadu 1916 v hodnosti podporučíka. Zúčastnil se bitvy u Zborova a bitvy u Bachmače. Byl jedním z organizátorů v oblasti finanční správy, absolvoval celou anabázi až do Vladivostoku. Odtud se plavil na lodi Madawaska po trase Singapur – Kolombo – Port Said – Terst. Vlaky odvážely legionáře již do samostatného Československa. Službu v Čs. legiích ukončil 22. dubna 1920 v hodnosti kapitána.

### Československá armáda
K učitelskému povolání se již nevrátil, zůstal důstojníkem Československé armády. Byl vyslán na Podkarpatskou Rus do Mukačeva. Po několika letech byl převelen do Znojma. V létě roku 1938 byl v hodnosti podplukovníka jmenován velitelem praporu Stráže obrany státu (SOS) pro oblast Znojemska. Situace na hranicích byla složitá, zvláště když po mnichovské zradě začalo zabírání českého území. Bylo třeba vyjednávat a často i bojovat o každou obec zabranou Němci. Velitelství praporu SOS bylo poté přemístěno ze Znojma do Brna. Po okupaci a vzniku Protektorátu Čechy a Morava byla Československá armáda rozpuštěna včetně praporů Stráže obrany státu.

### Odboj proti fašismu
Adolf Matějů se roku 1939 v Brně zapojil do protinacistické odbojové organizace Obrana národa. O její vznik se zasloužili hlavně důstojníci zrušené Československé armády. Organizace operovala na celém území Protektorátu Čechy a Morava po celou dobu okupace. Již v roce 1940 byl vyslýchán gestapem a v roce 1941 byl zatčen a vězněn v Kounicových kolejích a věznici Pod Kaštany v Brně. V době stanného práva po atentátu na Reinharda Heydricha byl 21. června 1942 v Kounicových kolejích popraven. Po osvobození Československa a obnovení Československé armády byl povýšen do hodnosti plukovníka in memoriam.